# Węzeł sieci elektroenergetycznej
Węzeł sieci elektroenergetycznej – dowolny punkt wyróżnialny w sieci elektroenergetycznej. Najczęściej jest to: sekcja szyn w rozdzielni, punkt zasilania sieci, zaciski transformatora, zaciski odbiorników i łączników oraz punkty odgałęzień.
Sieć elektroenergetyczna składa się z linii elektroenergetycznych (zasilanych jednostronnie lub wielostronnie), a linia składa się z odcinków linii. Odcinek linii identyfikuje się zazwyczaj przy pomocy nazw węzłów. Przez węzeł w tym kontekście rozumie się charakterystyczny punkt linii: punkt zasilający, punkt rozgałęzienia, punkt przyłączenia odbioru, punkt zmiany przekroju przewodu linii, punkt podziału sieci (obwodu), punkt fizycznego końca linii.

Rozróżnia się dwie kategorie węzłów:
- węzły początkowe,
- węzły końcowe

Węzeł początkowy jest węzłem odcinka linii, przez który do odcinka wpływa moc. Niektóre węzły są zarówno początkowymi, jak i końcowymi. Węzeł, który nie jest węzłem końcowym żadnego odcinka, nazywany jest węzłem zasilającym. Węzeł, który nie jest węzłem początkowym żadnego odcinka, nazywany jest węzłem krańcowym. Węzeł krańcowy będący końcowym węzłem dwóch różnych odcinków linii, nazywany jest punktem podziału (Punkt podziału sieci, Rozcięcie sieci). Rozcięcie sieci realizuje się np. w sieciach SN przy pomocy odłącznika mocy. Węzeł, będący jednokrotnie węzłem końcowym (końcem odcinka linii) i więcej niż jednokrotnie węzłem początkowym (początkiem przynajmniej dwóch odcinków linii), nazywa się węzłem rozgałęźnym. Węzeł, będący jednokrotnie węzłem końcowym i jednokrotnie węzłem początkowym, nazywany jest węzłem przelotowym.
Węzłowi przypisuje się napięcie, obciążenie (prąd, moc), moc zwarciową. Węzłowi rozcięcia (Punkt podziału sieci), będącemu punktem wspólnym dwóch torów tej samej linii lub punktem wspólnym dwóch równych linii, nie wolno przypisywać obciążenia. Ponieważ nie będzie można jednoznacznie rozstrzygnąć, który tor (linia) zasila odbiór, reprezentowany przez to obciążenie.

## Oznaczanie węzłów
Wszystkie węzły w sieci powinny być oznaczone. Nadanie oznaczenia pewnemu punktowi w sieci jest równoznaczne z utworzeniem węzła. Tym samym punkt ten będzie brany pod uwagę przy obliczeniach sieci elektroenergetycznej. Rozróżnia się dwa zasadnicze rodzaje oznaczeń węzłów:
- Oznaczenie pierwotne
- Numeracja wtórna